# Sofrología
La sofrología es un conjunto de técnicas terapéuticas alternativas, que pretende ser una alternativa para el tratamiento de estrés,
y otros problemas psicológicos. Incluye técnicas o métodos de relajación (distinto del hipnotismo) y de modificación de estados de conciencia. Fue creada en la década de 1960 por el psiquiatra colombiano Alfonso Caycedo Lozano, quien fundó una escuela en Madrid (España) para enseñar y difundir sus principios y prácticas.

## Etimología
Etimológicamente significa el estudio de la consciencia en equilibrio y las raíces del término son griegas: Sóf (σώφ) que significa quietud, serenidad o armonía, Phron (φρον): cerebro o mente y logos o logía (λογία): ciencia, conocimiento o estudio.

## Orígenes y principios
La sofrología, en sus orígenes, buscaba estimular el hemisferio derecho del cerebro mediante la utilización de técnicas provenientes del budismo, hatha-yoga y zen japonés, generando un estado de hipnosis en el paciente, producto de la relajación muscular, pero con un estado de alerta mental sin disociación. 
Ahora se basa en técnicas o métodos de relajación (distinto del hipnotismo) y de cambio de estados de conciencia.

## Aplicaciones
Está técnica se ha propuesto como una terapia útil para ayudar en situaciones de desadaptación, ya sea por dificultades físicas objetivas, como sociales, sin embargo, su respaldo científico es limitado. En un reciente estudio prospectivo controlado y randomizado la sofrología ha mostrado eficacia para reducir los síntomas de ansiedad y depresión en pacientes de asistencia primaria con niveles medio o alto de ansiedad.  

## Sofrología caycediana, como Caycedo
Según su creador,  la sofrología tiene dos ramas, que él nombra:
- Sofrología médica
- Sofrología como disciplina autónoma de la medicina y que el autor define como “una nueva profesión, que se sitúa a mitad de camino entre la medicina y la psicología y posee una terminología, métodos y programas propios”.[4]

Esta diferenciación supuso en la década de 1970 una ruptura entre los sofrólogos, ya que una parte discrepaba con Alfonso Caycedo, al considerar que la sofrología es una especialidad médica y que no puede ser ejercida por personal no médico, criticando cursos de Sofrología Social y Sofrología Sociológica que Caycedo patrocina dirigidos a personas sin título en medicina, sugiriendo motivos de lucro para tal posición.

A su vez, Caycedo desautoriza otras disciplinas que considera que no corresponden a lo que el propugna y así en 1970 registra la expresión «sofrología caycediana» y también establece las dos ramas antes mencionadas con el argumento de que la sofrología no podía permanecer indiferente al problema social y quedarse limitada dentro de la medicina.